# Rasmus Rask
Rasmus Christian Rask (ur. 22 listopada 1787 w Brændekilde, zm. 14 listopada 1832 w Kopenhadze) – duński językoznawca, nordysta, autor gramatyki staroislandzkiej (1811), jeden z prekursorów językoznawstwa historyczno-porównawczego. Autor pracy "Badanie nad powstaniem języka staronordyckiego, czyli islandzkiego" opublikowanej w 1818 po duńsku. W naukowy sposób wykazał podobieństwo staronordyckiego z językami skandynawskimi, germańskimi, a także łaciną, greką, językami słowiańskimi, litewskim i ormiańskim. Wyodrębnił w ten sposób indoeuropejską rodzinę językową, zauważając fundamentalną odmienność innych języków, na przykład ugrofińskich. W 1826 został profesorem na Uniwersytecie Kopenhaskim.
Obserwacje poczynione przez Raska posłużyły Jacobowi Grimmowi do sformułowania Prawa Grimma.